# Meister der Kaufmannschen Kreuzigung

Meister der Kaufmannschen Kreuzigung: Kreuzigung Christi (Ausschnitt), um 1350

Als Meister der Kaufmannschen Kreuzigung wird ein gotischer Maler bezeichnet, der um 1350 ein Bild einer Kreuzigung malte. Der namentlich nicht bekannte Künstler erhielt seinen Notnamen nach diesem Bild, das 1918 aus der Sammlung Richard von Kaufmann vom damaligen Kaiser-Friedrich-Museum in Berlin (heute Staatliche Museen Gemäldegalerie) erworben wurde.
In der Kunstgeschichte wird die Herkunft des Meisters der Kaufmannschen Kreuzigung umstritten diskutiert. Wahrscheinlich war der Meister in Böhmen tätig, aber auch dessen österreichische Nachbarregionen wurden als sein Schaffensraum vorgeschlagen. Eventuell war er aber auch als Wanderkünstler in beiden Regionen tätig.
Der Stil des Meisters der Kaufmannschen Kreuzigung wurde mit dem des Meisters von Hohenfurth der sogenannten Böhmischen Malerschule verglichen, aber auch mit dem des Meisters des Klosterneuburger Passionsaltars und dessen Nähe zu Elementen donauösterreichischer Buchmalereien. Die Kaufmannsche Kreuzigung zeigt jedenfalls die Übernahme von Elementen der Trecento-Malerei der italienischen Frührenaissance, auch kann angenommen werden, dass der Meister selbst einen gewissen Einfluss auf nachfolgende Künstler ausübte. Jedoch bleiben Herkunft und regionale Bedeutung des Meisters der Kaufmannschen Kreuzigung wohl weiter eine Frage für die Kunstgeschichte.